# Comperia.pl
Comperia.pl S.A. – polska spółka z siedzibą w Warszawie, działająca w obszarze finansów (FinTech, PayTech) i ubezpieczeń (InsurTech). Założona została 8 maja 2007 (na New Connect debiutowała 5 grudnia 2011). W 2014 roku notowania spółki zostały przeniesione z New Connect na główny parkiet GPW). Spółka jest jednostką dominującą grupy kapitałowej. Głównym produktem grupy jest internetowa porównywarka produktów finansowych. Ponadto w skład grupy wchodzą inne portale o tematyce finansowej i ubezpieczeniowej, min. Banki.pl, ComperiaLead.pl, Compero.pl, eHipoteka.com.

## Historia
Spółkę (pierwotnie pod nazwą Comperia.pl sp. z o.o.) założyli w 2007 r. Paweł Cylkowski, Bartosz Michałek i Karol Wilczko. Na początku 2008 firma uruchomiła pierwszą polską porównywarkę finansową Comperia.pl. Początkowo oferowała ona porównywanie i pośrednictwo w sprzedaży produktów i usług bankowych (kredyty hipoteczne, gotówkowe, samochodowe, karty kredytowe, lokaty bankowe i fundusze inwestycyjne). W kolejnych latach rozszerzono działanie porównywarki o finansowe produkty pozabankowe, produkty i usługi finansowe dla firm, ubezpieczenia oraz oferty operatorów GSM.
W 2011 r. Comperia.pl przekształcona została w spółkę akcyjną i zadebiutowała na rynku NewConnect prowadzonym przez Giełdę Papierów Wartościowych w Warszawie. Od 25 marca 2014 r. notowana jest na rynku głównym GPW.
W 2013 r. spółka stworzyła multiagencję ubezpieczeniową Comperia Ubezpieczenia, a rok później kupiła Telepolis.pl, serwis o tematyce telekomunikacyjnej i jednocześnie porównywarkę telefonów komórkowych. W 2024 r. Telepolis.pl sprzedane zostało spółce Online Venture.
W 2019 r. Comperia.pl S.A. uzyskała licencję małej instytucji płatniczej. W 2020 r. uruchomiona została platforma ComperiaRaty.pl, która daje dostęp do kredytów online oferowanych przez różne instytucje finansowe. Na tej bazie spółka stworzyła Comfino, uruchomione w 2021 r. narzędzie płatnicze dla sklepów internetowych oraz stacjonarnych punktów handlowych i usługowych. Za jego pośrednictwem konsumenci mogą uzyskać finansowanie zakupów w formie płatności odroczonej (BNPL) lub kredytu oraz dokonać płatności Blik.

## Wyróżnienia za działalność
- Lider przedsiębiorczości 2013 PARP[19]
- Innowator Wprost 2013 w kategorii E-biznes[20]
- „Deloitte Technology Fast 50" – 4 najszybciej rozwijającą się spółka w Europie Środkowej[21]